# Physical Review Letters
Physical Review Letters (PRL) este o revistă științifică în domeniul fizicii americană, și este una dintre mai prestigioase publicații din domeniu din lume. Revista este publicată de American Physical Society din anul 1958 și conține articole scurte, importante din toate ramurile fizicii. În anul 2006, revista avea un factor de impact de 7,07.